# Henry Fonda
Henry Jaynes Fonda (16 tháng 5 năm 1905 – 12 tháng 8 năm 1982) là diễn viên điện ảnh và sân khấu Mỹ.
Fonda là trưởng tộc của một gia đình của các diễn viên nổi tiếng, trong đó có con gái Jane Fonda, con trai Peter Fonda, cháu gái Bridget Fonda, và cháu trai Troy Garity. Gia đình và bạn bè thân thiết gọi ông là "Hank". Năm 1999, ông đứng thứ thứ 6 trong danh sách 100 ngôi sao điện ảnh của Viện phim Mỹ.

## Phim
| Năm  | Phim                                    | Vai                                  | Các diễn viên khác                                      | Phim trong      |
| ---- | --------------------------------------- | ------------------------------------ | ------------------------------------------------------- | --------------- |
| 1935 | The Farmer Takes a Wife                 | Dan Harrow                           | Janet Gaynor                                            | black & white   |
| 1935 | Way Down East                           | David Bartlett                       |                                                         |                 |
| 1935 | I Dream Too Much                        | Jonathan Street                      | Lily Pons Eric Blore                                    |                 |
| 1936 | Spendthrift                             | Townsend Middleton                   |                                                         |                 |
| 1936 | The Trail of the Lonesome Pine          | Dave Tolliver                        |                                                         |                 |
| 1936 | The Moon's Our Home                     | Townsend Middleton                   |                                                         |                 |
| 1937 | You Only Live Once                      | Eddie Taylor                         |                                                         | black & white   |
| 1937 | Wings of the Morning                    | Kerry Gilfallen                      |                                                         |                 |
| 1937 | Slim                                    | Slim Kincaid                         |                                                         |                 |
| 1937 | That Certain Woman                      | Jack V. Merrick, Jr.                 | Bette Davis Anita Louise                                |                 |
| 1938 | I Met My Love Again                     | Ives Towner                          |                                                         |                 |
| 1938 | Jezebel                                 | Preston Dillard                      | Bette Davis George Brent                                |                 |
| 1938 | Blockade                                | Marco                                |                                                         |                 |
| 1938 | Spawn of the North                      | Jim Kimmerlee                        |                                                         |                 |
| 1938 | The Mad Miss Manton                     | Peter Ames                           | Barbara Stanwyck                                        |                 |
| 1939 | Jesse James                             | Frank James                          | Tyrone Power Randolph Scott                             |                 |
| 1939 | Let Us Live!                            | Brick Tennant                        |                                                         |                 |
| 1939 | The Story of Alexander Graham Bell      | Thomas Watson                        | Don Ameche                                              |                 |
| 1939 | Young Mr. Lincoln                       | Abraham Lincoln                      |                                                         |                 |
| 1939 | Drums Along the Mohawk                  | Gilbert Martin                       | Claudette Colbert                                       |                 |
| 1940 | The Grapes of Wrath                     | Tom Joad                             |                                                         |                 |
| 1940 | Lillian Russell                         | Alexander Moore                      |                                                         |                 |
| 1940 | The Return of Frank James               | Frank James                          | Gene Tierney                                            | Technicolor     |
| 1940 | Chad Hanna                              | Chad Hanna                           |                                                         |                 |
| 1941 | The Lady Eve                            | Charles Pike                         | Barbara Stanwyck                                        | black & white   |
| 1941 | Wild Geese Calling                      | John Murdock                         |                                                         |                 |
| 1941 | You Belong to Me                        | Peter Kirk                           |                                                         |                 |
| 1942 | Rings on Her Fingers                    | John Wheeler                         | Gene Tierney                                            | black and white |
| 1942 | The Male Animal                         | Prof. Tommy Turner                   | Olivia DeHavilland                                      |                 |
| 1942 | The Magnificent Dope                    | Thadeus Winship Page                 |                                                         |                 |
| 1942 | Tales of Manhattan                      | George                               |                                                         |                 |
| 1942 | The Big Street                          | Augustus "Little Pinks" Pinkerton II | Lucille Ball                                            |                 |
| 1943 | Immortal Sergeant                       | Cpl. Colin Spence                    | Maureen O'Hara                                          |                 |
| 1943 | The Ox-Bow Incident                     | Gil Carter                           | Dana Andrews                                            | black & white   |
| 1946 | My Darling Clementine                   | Wyatt Earp                           | Victor Mature                                           |                 |
| 1947 | The Long Night                          | Joe Adams                            |                                                         |                 |
| 1947 | The Fugitive                            | A Fugitive                           |                                                         |                 |
| 1947 | Daisy Kenyon                            | Peter Lapham                         | Joan Crawford                                           |                 |
| 1948 | On Our Merry Way                        | Lank                                 | James Stewart                                           |                 |
| 1948 | Fort Apache                             | Lt. Col. Owen Thursday               | John Wayne                                              |                 |
| 1949 | Jigsaw                                  | Nightclub Waiter                     |                                                         |                 |
| 1951 | Benjy                                   | Narrator                             |                                                         |                 |
| 1955 | Mister Roberts                          | Lt. Douglas A. Roberts               | James Cagney                                            |                 |
| 1956 | War and Peace                           | Pierre Bezukhov                      | Audrey Hepburn                                          |                 |
| 1956 | The Wrong Man                           | Manny Balestrero                     | Vera Miles                                              |                 |
| 1957 | 12 Angry Men                            | Juror no. 8 / Mr. Davis              | Jack Klugman                                            |                 |
| 1957 | The Tin Star                            | Morg Hickman                         |                                                         |                 |
| 1958 | Stage Struck                            | Lewis Easton                         |                                                         |                 |
| 1959 | Warlock                                 | Clay Blaisedell                      | Richard Widmark                                         |                 |
| 1959 | The Man Who Understood Women            | Willie Bauche                        |                                                         |                 |
| 1959 | The Deputy                              | Marshal Simon Fry                    |                                                         |                 |
| 1962 | Advise & Consent                        | Robert A. Leffingwell                | Charles Laughton Don Murray Gene Tierney Walter Pidgeon | black & white   |
| 1962 | The Longest Day                         | Brig. Gen. Theodore Roosevelt Jr.    | John Wayne Robert Mitchum Richard Burton                | black and white |
| 1962 | How the West Was Won                    | Jethro Stuart                        | George Peppard                                          |                 |
| 1963 | Spencer's Mountain                      | Clay Spencer                         | Maureen O'Hara                                          |                 |
| 1964 | The Best Man                            | William Russell                      | Cliff Robertson                                         | black and white |
| 1964 | Fail-Safe                               | The President                        | Larry Hagman                                            | black and white |
| 1964 | Sex and the Single Girl                 | Frank Broderick                      | Tony Curtis                                             |                 |
| 1965 | The Rounders                            | Marion 'Howdy' Lewis                 |                                                         |                 |
| 1965 | In Harm's Way                           | Adm. Chester W. Nimitz               | John Wayne Kirk Douglas                                 | black and white |
| 1965 | The Dirty Game                          | Dimitri Koulov                       |                                                         |                 |
| 1965 | Battle of the Bulge                     | Lt. Col. Daniel Kiley                | Robert Shaw                                             |                 |
| 1966 | A Big Hand for the Little Lady          | Meredith / Ben Bailey                | Joanne Woodward                                         |                 |
| 1967 | Welcome to Hard Times                   | Mayor Will Blue                      | Aldo Ray                                                |                 |
| 1967 | Stranger on the Run                     | Ben Chamberlain                      |                                                         |                 |
| 1967 | Firecreek                               | Bob Larkin                           | James Stewart                                           |                 |
| 1968 | Madigan                                 | Commissioner Anthony X. Russell      | Richard Widmark                                         |                 |
| 1968 | Yours, Mine and Ours                    | Frank Beardsley                      | Lucille Ball                                            |                 |
| 1968 | The Boston Strangler                    | John S. Bottomly                     | Tony Curtis                                             |                 |
| 1968 | Once Upon a Time in the West            | Frank                                | Charles Bronson Claudia Cardinale Jason Robards         |                 |
| 1969 | An Impression of John Steinbeck: Writer | Narrator                             |                                                         |                 |
| 1970 | Too Late the Hero                       | Capt. John G. Nolan                  |                                                         |                 |
| 1970 | The Cheyenne Social Club                | Harley Sullivan                      | James Stewart                                           |                 |
| 1970 | There Was a Crooked Man...              | Woodward Lopeman                     | Kirk Douglas                                            |                 |
| 1971 | Sometimes a Great Notion                | Henry Stamper                        | Paul Newman                                             |                 |
| 1971 | The Smith Family                        | Det. Sgt. Chad Smith                 |                                                         |                 |
| 1973 | The Red Pony                            | Carl Tiflin                          |                                                         |                 |
| 1973 | Night Flight from Moscow                | Allan Davies                         |                                                         |                 |
| 1973 | The Alpha Caper                         | Mark Forbes                          | Larry Hagman                                            |                 |
| 1973 | Ash Wednesday                           | Mark Sawyer                          |                                                         |                 |
| 1973 | My Name Is Nobody                       | Jack Beauregard                      | Terence Hill                                            |                 |
| 1974 | Mussolini: Ultimo atto                  | Cardinal Schuster                    |                                                         |                 |
| 1974 | Clarence Darrow                         | Clarence Darrow                      |                                                         |                 |
| 1976 | Collision Course: Truman vs. MacArthur  | Gen. Douglas MacArthur               |                                                         |                 |
| 1976 | Almos' a Man                            | unknown                              |                                                         |                 |
| 1976 | Midway                                  | Adm. Chester W. Nimitz               | James Coburn Robert Mitchum Charlton Heston             |                 |
| 1976 | Captains and the Kings                  | Sen. Enfield Bassett                 |                                                         |                 |
| 1977 | Tentacles                               | Mr. Whitehead                        |                                                         |                 |
| 1977 | Rollercoaster                           | Simon Davenport                      | George Segal                                            |                 |
| 1977 | The Last of the Cowboys                 | Elegant John                         |                                                         |                 |
| 1978 | Battle Force                            | General Foster                       |                                                         |                 |
| 1978 | Home to Stay                            | Grandpa George                       |                                                         |                 |
| 1978 | Fedora                                  | President of the Academy             |                                                         |                 |
| 1978 | The Swarm                               | Dr. Walter Krim                      | Michael Caine                                           |                 |
| 1978 | A Special Sesame Street Christmas       | Guest                                |                                                         |                 |
| 1979 | Roots: The Next Generations             | Colonel Frederick Warner             |                                                         |                 |
| 1979 | City on Fire                            | Chief Albert Risley                  |                                                         |                 |
| 1979 | Wanda Nevada                            | Old Prospector                       | Peter Fonda                                             |                 |
| 1979 | Meteor                                  | The President                        | Sean Connery                                            |                 |
| 1980 | The Jilting of Granny Weatherall        | Narrator                             |                                                         |                 |
| 1980 | The Oldest Living Graduate              | Col. J.C. Kincaid                    |                                                         |                 |
| 1980 | Gideon's Trumpet                        | Clarence Earl Gideon                 |                                                         |                 |
| 1981 | On Golden Pond                          | Norman Thayer Jr.                    | Katharine Hepburn Jane Fonda                            |                 |
| 1981 | Summer Solstice                         | Joshua Turner                        |                                                         |                 |

## Giải thưởng
Henry Fonda nhận Giải thưởng thành tựu trọn đời AFI vào năm 1978.

| Giải thưởng    | Năm                                             | Thể loại                          | Phim                     | Kết quả              |
| -------------- | ----------------------------------------------- | --------------------------------- | ------------------------ | -------------------- |
| Academy Awards | 1940                                            | Best Actor                        | The Grapes of Wrath      | Đề cử                |
| Academy Awards | 1957                                            | Best Picture                      | 12 Angry Men             | Đề cử Producer       |
| Academy Awards | 1981                                            | Best Actor                        | On Golden Pond           | Chiến thắng          |
| Academy Awards | 1980                                            | Danh dự Award                     |                          | Lifetime Achievement |
| BAFTA Awards   | 1958                                            | Best Actor                        | 12 Angry Men             | Chiến thắng          |
| BAFTA Awards   | 1981                                            | Best Actor                        | On Golden Pond           | Đề cử                |
| Emmy Awards    |                                                 |                                   |                          |                      |
| 1973           | Outstanding Lead Actor in a Miniseries or Movie | The Red Pony                      | Đề cử                    |                      |
| 1980           | Outstanding Lead Actor in a Miniseries or Movie | Gideon's Trumpet                  | Đề cử                    |                      |
| Golden Globes  | 1958                                            | Best Motion Picture Actor - Drama | 12 Angry Men             | Đề cử                |
| Golden Globes  | 1980                                            | Cecil B. DeMille Award            | Lifetime Achievement     | Danh dự              |
| Golden Globes  | 1982                                            | Best Motion Picture Actor - Drama | On Golden Pond           | Chiến thắng          |
| Grammy Awards  | 1977                                            | Best Spoken Word Album            | Great American Documents | Chiến thắng          |
| Tony Awards    | 1975                                            | Best Actor                        | Clarence Darrow          | Đề cử                |
| Tony Awards    | 1979                                            | Special Award                     | Lifetime Achievement     | Danh dự              |
| Tony Awards    | 1948                                            | Best Actor                        | Mister Roberts           | Chiến thắng          |